# Vincenzo Cervello
Vincenzo Cervello (Palermo, 13 marzo 1854 – Palermo, 4 dicembre 1918) è stato un medico italiano.

## Biografia
Nacque a Palermo il 13 marzo 1854 da Nicolò, professore presso l'Università di Palermo e titolare della cattedra di materia medica, e Giuseppina Cianciolo; studiò nella città natale e si laureò in medicina nel 1877 presso l'ateneo dove lavorava il padre, venendo nominato subito dopo suo assistente. Proseguì i suoi studi dapprima presso il laboratorio di Angelo Mosso a Torino e poi presso il laboratorio di farmacologia di Oswald Schmiedeberg a Strasburgo; durante il suo periodo a Strasburgo nel 1881 pubblicò su Archivio per le scienze mediche uno studio denominato Sul principio attivo dell'Adonis vernalis, nel quale si descrivono gli effetti e le possibili applicazioni terapeutiche dell'intera pianta e del glucoside che ne aveva isolato, denominato adonidina. Studiò numerose altre sostanze in vista di un loro possibile impiego clinico come i cloruri di ferro, il ferro medicinale, il rame e in generale numerosi metalli pesanti, sostenendo che potessero avere una funzione ematogena; tra i suoi maggiori contributi vi fu l'introduzione in terapia della paraldeide come narcotico, che riscosse notevole fortuna grazie alla sua comodità e bassa tossicità.
Conseguì la libera docenza nel 1882 e l'anno seguente successe al padre alla direzione della cattedra di materia medica presso la sua alma mater; l'influenza del contatto con Schmiedeberg, padre della farmacologia sperimentale, lo spinse ad una valorizzazione nell'insegnamento della sperimentazione dei farmaci in laboratorio e dell'importanza dell'identificazione dei loro principi attivi. Nel 1885 vinse un concorso bandito dall'Università di Catania, divenendo professore ordinario di materia medica e venendo poi trasferito col medesimo titolo nel 1887 all'Università di Palermo dove fondò il laboratorio di ricerche farmacologiche; negli anni accademici 1886-1887 e 1888-1890 insegnò anche clinica medica mentre nel giugno 1889 fu nominato primario dell'ospedale civico.
Durante l'epidemia di colera del 1887 fu nominato direttore sanitario delle province di Messina e Catania, ottenendo una medaglia d'oro di benemerito della salute pubblica, anche se si contraddistinse particolarmente per la lotta alla tubercolosi in Sicilia e soprattutto a Palermo. Formulò una terapia chimica per il contrasto della malattia attraverso la creazione del vaporogeno, un apparecchio che permetteva la somministrazione di una composizione chimica definita igazolo composta da vapori di formaldeide, cloralio e iodoformio; l'efficacia del medicamento sarebbe dipesa alla proprietà della formaldeide di esercitare un'azione ossidante sui bacilli tubercolari, inducendo fenomeni di auto-ossidazione sui loro prodotti. Dopo aver condotto vari esperimenti terapeutici su circa 26 malati ricoverati all'ospedale della Guadagna, Cervello comunicò l'introduzione in terapia del farmaco il 29 aprile 1899 durante una seduta dell'Accademia di medicina di Palermo ma i suoi risultati furono modesti e il suo impiego venne presto abbandonato. Fu tra i promotori della realizzazione del sanatorio, inaugurato il 28 novembre 1909 e poi intitolato alla sua memoria, e del dispensario di Palermo, inaugurato nel luglio 1913.
Fece parte della commissione nominata dal governo per la revisione periodica della Farmacopea Ufficiale del Regno d'Italia e fu inoltre presidente della Regia Accademia della scienze mediche e della Regia Accademia di scienze, lettere e arti di Palermo, ricoprendo inoltre le cariche di componente del consiglio sanitario provinciale e di assessore per l'igiene a Palermo. Nel 1893 fondò il periodico Archivio di farmacologia e terapeutica, di cui fu direttore fino al 1913.